# Saturn-Film

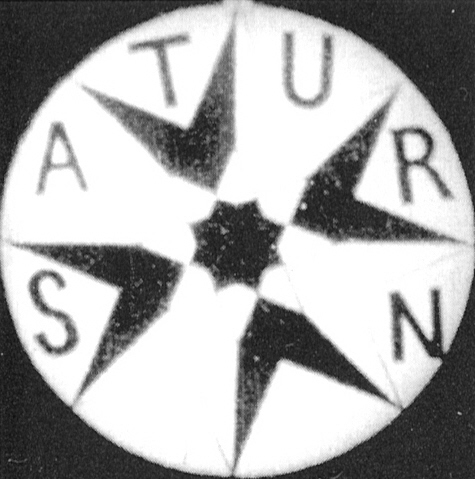
Logo der Saturn-Film ab 1908 bis zuletzt.

Die Saturn-Film war die erste österreichische Filmproduktionsgesellschaft. Sie wurde vom Fotografen Johann Schwarzer in Wien gegründet und bestand von 1906 bis 1911.
Das Programm des Unternehmens bestand ausschließlich aus erotischen Kurzfilmen, die per Katalog international verkauft wurden. Insgesamt können 52 Filme, von denen 26 erhalten sind, eindeutig der Produktion der Saturn-Film zugewiesen werden.

## Geschichte

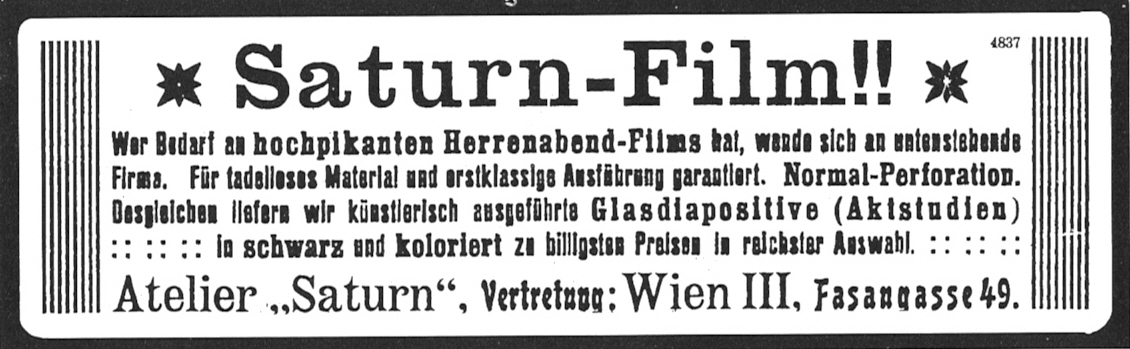
Erste, seitenbreite, Anzeige der Saturn-Film am 3. November 1906 in der Filmzeitschrift Der Komet.

1906 eröffnete der gelernte Fotograf und Chemiker Johann Schwarzer im Alter von 26 Jahren ein Fotoatelier in der Fasangasse 49 in Wien-Landstraße. Noch im Herbst desselben Jahres entschloss er sich aufgrund der großen Nachfrage nach erotischen Filmaufnahmen dazu, selbst solche Aufnahmen herzustellen. Am 3. November 1906 warb er mit einer Anzeige in einer Filmfachzeitschrift erstmals für seine „hochpikanten Herrenabend-Films“. Da bis zu diesem Jahre in Österreich nur im Ausland oder von ausländischen Produzenten hergestellte Filme gezeigt wurden, gilt die Saturn-Film als erste österreichische Filmproduktionsgesellschaft.
Ende des Jahres 1908 übersiedelte Johann Schwarzer mit seinem Atelier an den Arenbergring 15, wo er die Herstellung ausbauen konnte und seine Produktionen in der Folge auch um 25 Prozent billiger anbieten konnte, wie er in einer Werbeanzeige mitteilte. Seine Kataloge zur Filmauswahl versandte er auch ins Ausland und trugen den Titel „Saturn-Atelier pour films piquants“. Rasch erfreuten sich die „pikanten Herrenabendfilme“ internationaler Beliebtheit, worauf auch Funde in weltweit verstreuten Filmarchiven und -sammlungen hindeuten.
Zu jedem der 20 im Katalog angebotenen Filme gab es eine genaue Beschreibung und ein Foto – so hatte es sich Schwarzer von den großen französischen Produktionsgesellschaften wie den Pathé Frères abgeschaut. Verrechnet wurde nach Filmlänge. Der 110 Meter lange Streifen „Eine moderne Ehe“ (1906) kostete beispielsweise 198 Kronen. Andere Filme im Katalog trugen Titel wie „Am Sklavenmarkt“, „Das Sandbad“ und „Weibliche Ringkämpfer“. Spätere Kataloge sind nicht bekannt. Möglicherweise war nach Umlauf des ersten Katalogs die Nachfrage auch ohne weiteren Katalog groß genug. Zeitungsannoncen taten das übrige. Das Geschäftstreiben endete 1911 durch polizeiliche Beschlagnahmung der Filmmaterialien. Zu dieser Zeit war Österreich bezüglich nackter Haut noch sehr restriktiv. So wurde ein Jahr später auch der Maler Egon Schiele wegen „pornographischer Darstellungen“ für 24 Tage inhaftiert.

## Programm
Die Saturn-Film stellte ausschließlich erotische Filme her, die allesamt eine für damals übliche Abspiellänge von jeweils etwa 10 Minuten aufwiesen. Die Aufnahmen zeigen stets eine oder mehrere entkleidete oder sich entkleidende Damen. Die Handlung reicht von alltäglichen Szenen mit voyeuristischem Potenzial, wie etwa dem Ent- oder Umkleiden im Badezimmer, am Strand oder beim Arzt bis hin zu Kurzgeschichten, bei denen beispielsweise die Skulpturen eines Bildhauers zum Leben erwachen (Der Traum des Bildhauers, 1907) oder Eine moderne Ehe (1907), bei der es beide Ehepartner mit der Treue nicht so genau nehmen. Beliebt sind auch Sujets mit exotischen Titeln wie Im Harem (1907) oder Faun und Nixen (1907) und das Thema Sklaverei, das in einer Reihe von Filmen Eingang findet. Denkbarerweise gaben die Titel selten mehr als Hintergrund und Umgebung der Handlung vor, die stets daraus bestand, nackte Frauen bei verschiedenen Tätigkeiten zur Schau zu stellen. Die Filme befanden sich in puncto Freizügigkeit im Vergleich mit Produktionen anderer Filmgesellschaften dieser Zeit im Mittelfeld, da die Darstellerinnen zwar stets nackt zu sehen waren, jedoch nie in pornographischen Handlungen. Darauf machte auch bereits der Katalog aufmerksam, der dieses Begebenheit wie folgt beschrieb: „Wir machen an dieser Stelle aufmerksam, daß unsere Films rein künstlerischer Tendenz sind und wir auf das peinlichste vermeiden, der Schönheit durch Geschmacklosigkeit Abbruch zu tun“.
Die Filme waren schwarz-weiß, gelb oder braun viragiert, stumm, teilweise mit Zwischentitel und im Format 16 oder 35 mm. Das Filmmaterial war der damals übliche Zelluloidfilm aus Nitrozellulose, dessen wesentliche Eigenschaften leichte Entflamm- und Zersetzbarkeit sind. Dennoch sind die einigen wiedergefundenen Produktionen von der Länge her großteils erhalten und werden vom Filmarchiv Austria aufbewahrt.

## Filme

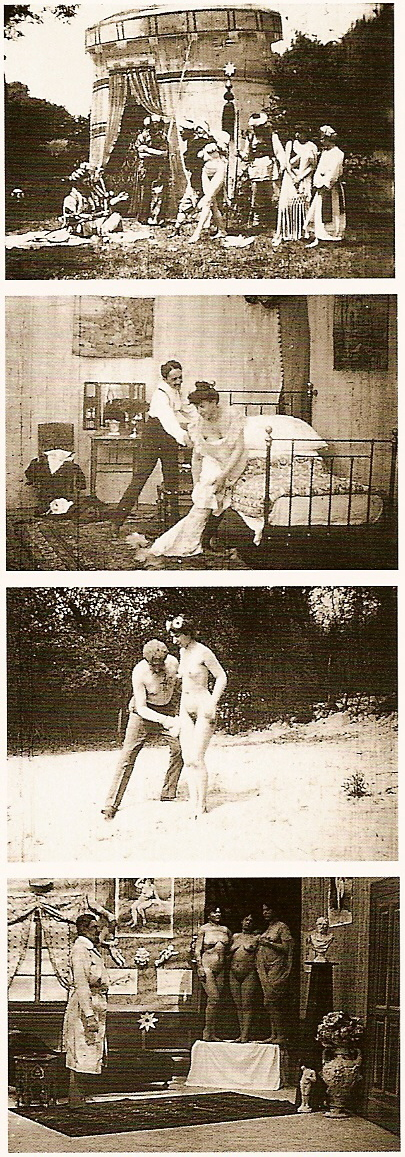
Standbilder aus den Filmen Am Sklavenmarkt, Eine moderne Ehe, Das Sandbad und Der Traum des Bildhauers.

50 Filme sowie zwei Zusammenstellungen mehrerer Filme daraus, die von der Saturn-Film unter eigenen Titeln im Katalog gelistet waren, können eindeutig der Saturn-Film zugeordnet werden. Als Quelle hierfür dienten die hauseigenen Kataloge, das bei der polizeilichen Beschlagnahmung erstellte Verzeichnis, Zeitungsanzeigen der Saturn-Film und in einzelnen Fällen der technische und stilistische Vergleich mit den übrigen Produktionen, von denen daher kein Originaltitel vorhanden ist, sondern vom Filmarchiv Austria ein Archivtitel festgelegt wurde.
Da Produktionsdaten zu den Filmen nicht bekannt sind, sind sie nach der Quelle sortiert, in der sie erstmals erwähnt wurden. Jene Filme, die nicht im ersten Katalog von 1907 erwähnt wurden, müssen daher zwischen 1908 und 1910 hergestellt worden sein. Sofern vorhanden und bekannt, werden auch fremdsprachige Titel und weitere Angaben genannt:
Katalog der Saturn-Film von 1907, Originalreihenfolge:
- Baden verboten[6]
- Der Traum des Weidmannes
- Das unruhige Modell
- Das Sandbad (erhaltene Länge: 29 Meter)[7]
- Schaukelpartie
- Diana im Bade[8]
- Schleiertanz[9]
- Jugendspiele (Kompilation aus Cricket und Reifenspiel und Springschnur und Amazonen)
- Cricket und Reifenspiel[10]
- Springschnur und Amazonen
- Sklavenschicksal (französisch: sort d'une esclave, italienisch: destino di schiavi)
- Ein böser Fall
- Der Angler[11]
- Sklavenraub[12]
- Am Sklavenmarkt (erhaltene Länge: 50 Meter)
- Jugendspiele III
- Faun und Nixen
- Weibliche Ringkämpfer
- Der Traum des Bildhauers (Originallänge: 95 Meter; erhaltene Länge: 79 Meter)[13]
- Im Harem
- Die Sklaverei im Orient (Kompilation aus Sklavenraub, Sklavenmarkt und Im Harem)[14]
- Sklavenschicksal
- Eine aufregende Jagd[15]
- In der Garderobe (französisch: dans la garde-robe, italienisch: nella guardaroba)
- Eine moderne Ehe (Originallänge: 110 Meter; erhaltene Länge: 107 Meter; deutsche Zwischentitel)[16]
- Im Hotel

## 1908
- Aufregende Lektüre[17]
- Die Zaubereien des Mandarins[18]
- Eine lustige Geschichte am Fenster[19]
- Vorbereitung auf das Rendez-vous[20]

Kundmachung der 1911 beschlagnahmten Filme im Amtsblatt zur Wiener Zeitung:
- Im Bade[22]
- Ein toller Streich
- Zimmer zu vermieten
- Aufregende Lektüre
- Die Macht der Hypnose (erhaltene Länge: 131 Meter)[23]
- Lebender Marmor[24]
- Weibliche Assentierung[25]
- Im Atelier
- Wie der Herr, so der Diener
- Der Hausarzt[26]
- Bei Madame Juliette
- Der Kunstmäzen
- Pfänderspiele
- Der Erbonkel
- Ehebruch oder nicht
- Die lebenden Marmorbilder

Hinweis im Österreichischen Komet Nr. 283:
- Morgentoilette einer Lebedame
- Damenvarieté
- Modelle
- Er versteht sie nicht

In der Stiftung Deutsche Kinemathek vorhandene, bisher nicht erwähnte, der Saturn-Film zuordenbare Aufnahmen:
- Das eitle Stubenmädchen[28]
- Beim Fotografen (Archivtitel)[29]
- Zwei Männer im Bett ist einer zu viel (Archivtitel)
- Erotik des Schuhwerks (Archivtitel)
- Drei lustige Mädchen (Archivtitel)
- Eine lustige Geschichte (Elena Dagrada)
- Ohne Titel